# Patrick Dewaere
Patrick Dewaere (26 de enero de 1947 - 16 de julio de 1982) fue un actor teatral y cinematográfico francés.

## Biografía
Nacido en Saint-Brieuc, en el departamento Côtes-d'Armor (Francia), su madre era la actriz francesa Mado Maurin. 
Patrick Dewaere fue uno de los actores franceses más populares y prometedores de la década de 1970. En 1968 entró a formar parte del grupo de intérpretes del teatro Café de la Gare, un colectivo en el cual se incluían futuras estrellas como Gérard Depardieu y Miou-Miou. Tras actuar en sus inicios con el seudónimo de Patrick Maurin, finalmente adoptó el nombre artístico Dewaere, como recuerdo al nombre de soltera de su abuela.
A partir de 1971 interpretó pequeños papeles para la pantalla, pero su primer gran papel llegó en la anárquica comedia de Bertrand Blier Les valseuses (1974), en la cual él y Gérard Depardieu interpretaban a dos jóvenes delincuentes. Dewaere volvió a trabajar con Depardieu y Blier en una comedia ganadora de un Premio Oscar, Préparez vos mouchoirs (1978). 
A pesar del obvio talento de Dewaere para la comedia, a menudo fue escogido para interpretar con éxito a individuos frágiles y neuróticos. En uno de esos papeles, el que hizo en la comedia negra Paradis pour tous (1982), su personaje acababa suicidándose. Poco después del estreno de la película, el mismo Dewaere se suicidó pegándose un tiro con un rifle en su domicilio en París. Tenía 35 años de edad. Está enterrado en Saint-Lambert-du-Lattay. Durante once años, Dewaere había estado casado con la actriz francesa Sotha, nombre artístico de Catherine Sigaux. Tuvo dos hijas: Angèle Herry, fruto de su relación con la actriz Miou-Miou, pareja sentimental y profesional de Dewaere en los años 70, y Lola Dewaere, junto a Elsa Challier, pareja posterior a su matrimonio. 
En 1983 se creó en Francia el Premio Patrick Dewaere en homenaje al actor. Dewaere fue además el objeto del documental francés Patrick Dewaere, estrenado en el Festival de Cannes 1992.

## Filmografía
- 1982	Paradis pour tous, de Alain Jessua.
- 1981	Mille milliards de dollars, de Henri Verneuil.
- 1981	Hôtel des Amériques, de André Téchiné.
- 1981	Beau-père, de Bertrand Blier.
- 1980	Un mauvais fils, de Claude Sautet.
- 1980	Psy, de Philippe de Broca.
- 1980	Plein sud, de Luc Béraud.
- 1979   Paco l'infaillible, de Didier Haudepin.
- 1979	Coup de tête, de Jean-Jacques Annaud.
- 1978	La Clé sur la porte, de Yves Boisset.
- 1978	Préparez vos mouchoirs, de Bertrand Blier.
- 1978	L'Ingorgo - una storia impossibile, de Luigi Comencini.
- 1978	Série noire, de Alain Corneau.
- 1977	La stanza del vescovo, de Dino Risi.
- 1977	Le Juge Fayard dit le shérif, de Yves Boisset.
- 1976	Marcia trionfale, de Marco Bellocchio.
- 1976	F comme Fairbanks, de Maurice Dugowson (también acreditado como colaborador en la composición de la banda sonora).
- 1975	 Catherine et compagnie, de Michel Boisrond.
- 1975	Adieu poulet, de Pierre Granier-Deferre.
- 1975	La meilleure façon de marcher, de Claude Miller.
- 1974	Lily quiéreme (Lily aime-moi), de Maurice Dugowson.
- 1974	Les valseuses, de Bertrand Blier.
- 1973	Themroc, de Claude Faraldo.
- 1971	La Vie sentimentale de Georges le tueur, de Daniel Berger.
- 1971	Les Mariés de l'an II, de Jean-Paul Rappeneau.
- 1965	¿Arde París?, de René Clément.
- 1956	Je reviendrai à Kandara, de Victor Vicas.